# Кларенс-Рокленд

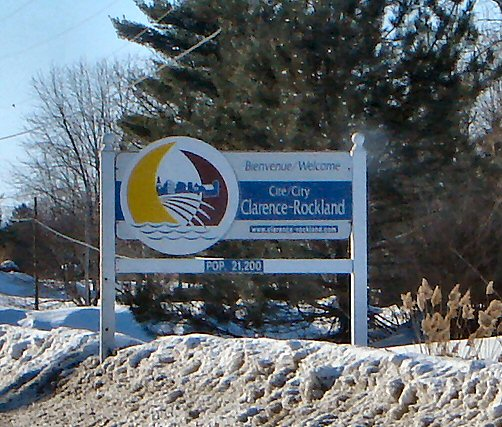
Табличка на въезде в город

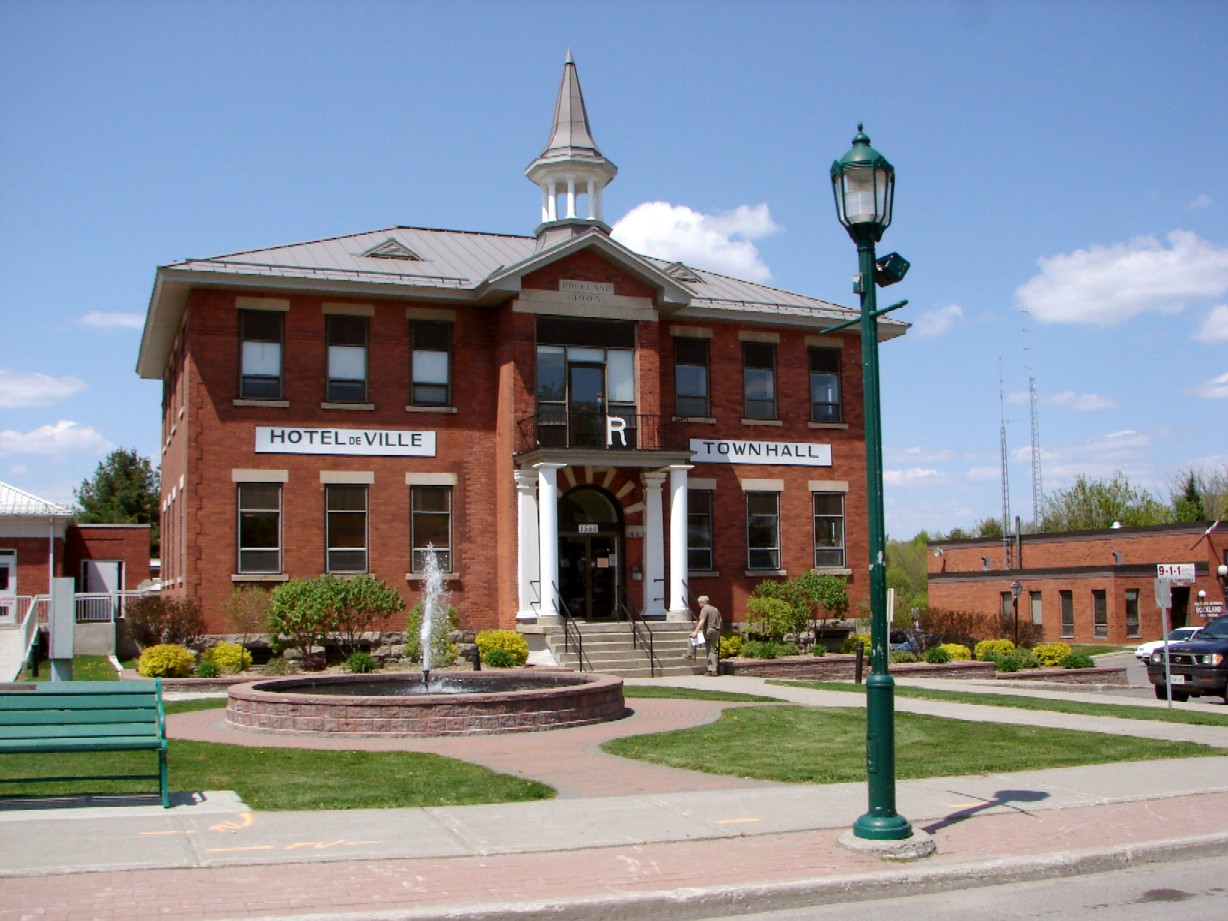
Ратуша Рокленда.

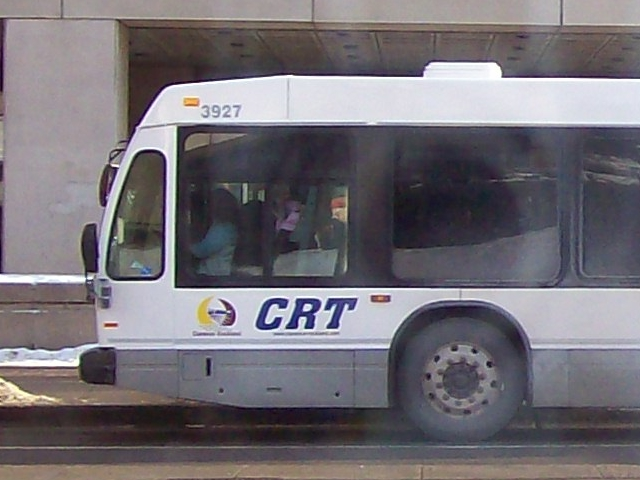
Автобус Кларенс-Роклендской транспортной компании

Кларенс-Рокленд, англ. Clarence-Rockland — город на востоке провинции Онтарио в округе Прескот и Рассел. Расположен на южном берегу р. Оттава к востоку от г. Оттава, вместе с которым входит в состав Национального столичного региона.
Кларенс-Рокленд — один из первых муниципалитетов в Канаде, где был введён полный запрет на курение во всех публичных местах. Позднее эту инициативу подхватили и другие муниципалитеты, приняв соответствующие постановления.

## Районы
В состав города входят районы (communities) Бурже (Bourget), Шене (Cheney), Кларенс (Clarence), Кларенс-Крик (Clarence Creek), Эттивилл (Ettyville), Хэммонд (Hammond), Рокленд (Rockland), Сен-Паскаль-Белон (Saint-Pascal-Baylon), Сен-Феликс (Saint-Felix) и Винетт (Vinette).

## Демография
По данным переписи 2006 года:
- Население: 20790
- % изменение (2001—2006): 6,0
- Жилищ: 7667
- Площадь (км²): 296,53
- Плотность (человек на км²): 70,1

## Франкофоны
В городе официально принято двуязычие (английский и французский языки). Население города на 68 % составляют франкоканадцы. Это город с крупнейшим (в процентном отношении) франкофонным большинством в Северной Америке за пределами Квебека и Гаити, недавно обогнавший по проценту Эдмундстон в провинции Нью-Брансуик.
В январе 2005 г. городские власти приняли неоднозначное постановление, согласно которому все вывески в городе должны быть выполнены как на английском, так и на французском языке, независимо от желания владельцев предприятий и магазинов. Несмотря на то, что постановление противоречило законодательству англоязычной провинции Онтарио, городской совет, тем не менее, принял его.

## Общественный транспорт
Общественный транспорт находится в ведении компании Clarence-Rockland Transpo. Правом приобретения дневного проездного билета на автобус обладают только жители города. Компания входит в состав Партнёрской сети пригородного транзита (Rural Partners Transit Service) общественного транспорта Оттавы.